# Almășel
Almășel – wieś w Rumunii, w okręgu Hunedoara, w gminie Zam. W 2011 roku liczyła 24 mieszkańców.